# Gare d’Épernay
Gare d’Épernay vasútállomás Franciaországban, Épernay településen.

## Vasútvonalak
Az állomást az alábbi vasútvonalak érintik:
- Párizs-Strasbourg-vasútvonal
- Épernay–Reims-vasútvonal

## Kapcsolódó állomások
A vasútállomáshoz az alábbi állomások vannak a legközelebb:
- Paris Gare de l’Est
- Gare d’Ay
- Gare de Châlons-en-Champagne
- Gare de Dormans